# Kambala
Kambala (Cambala, grec: Κάμβαλα) fou un districte de Hyspiratis al que Alexandre el Gran va enviar a Menon amb soldats en busca d'or, però el destacament fou aniquilat. El districte se suposa que podria ser la regió de l'Isper al nord d'Erzurum, però per un passatge d'Estrabó s'identifica també al sud d'Armènia, a la frontera amb Adiabene.